# Enrique Lobos

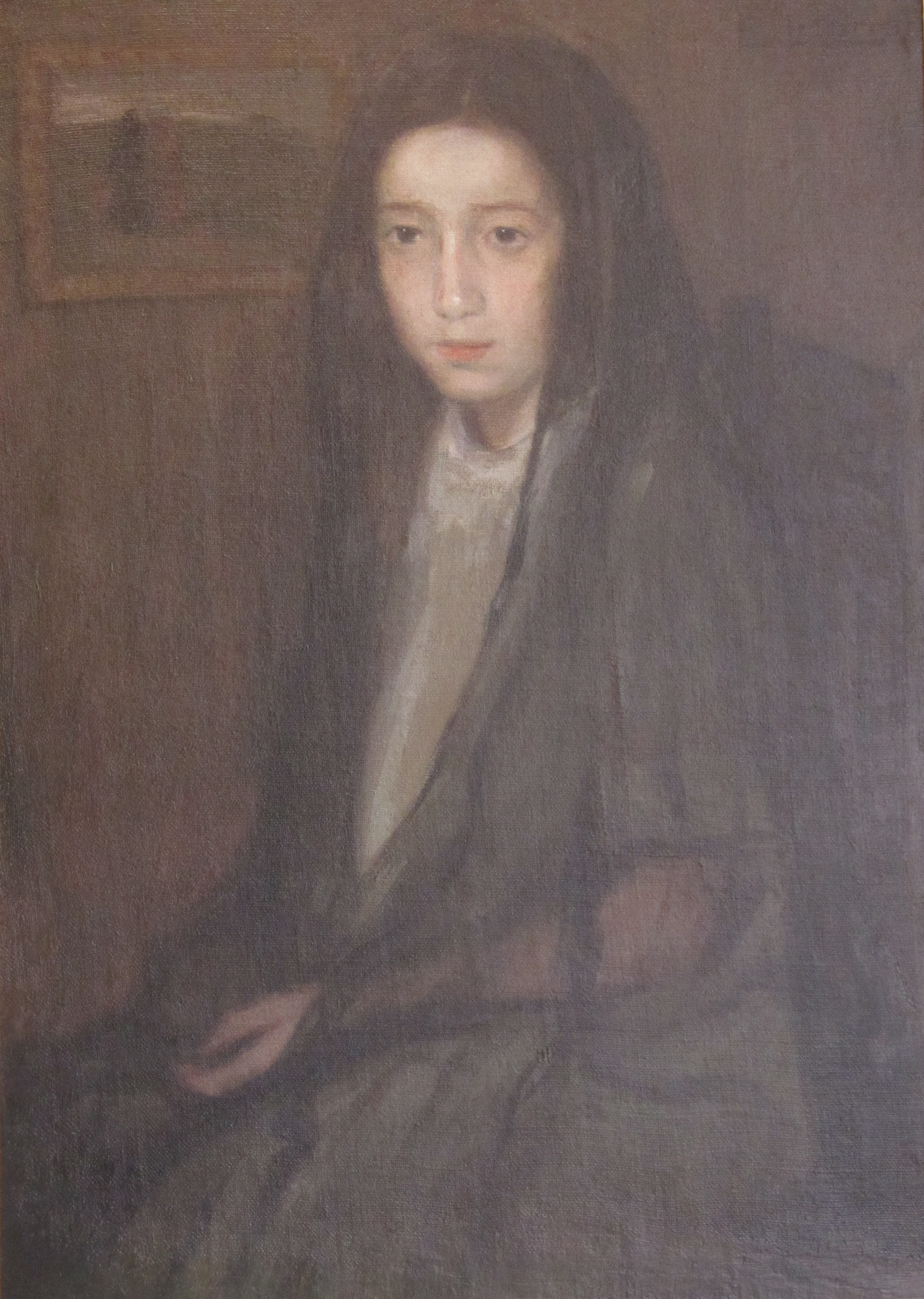
Werk von Enrique Lobos: Meditación

Enrique Lobos Aránguiz (* 1887 in Rancagua; † Februar 1918 in Santiago de Chile) war ein chilenischer Maler.
Gleich seinen Brüdern Alfredo und Alberto Lobos studierte Alfredo bei Fernando Álvarez de Sotomayor an der Escuela de Belas Artes und zählte zur Malergruppe der Generación del Trece.
1918 gehörte er zu den Gründungsmitgliedern der Sociedad Nacional de Bellas Artes. Im gleichen Jahr erkrankte er an Tuberkulose und starb nach einem Erholungsaufenthalt im nordchilenischen Vicuña in Santiago.
Mehrere seiner Werke befinden sich im Beitz des Museo Nacional de Bellas Artes und der Pinakothek der Universidad de Concepción.

## Werke
- Maternidad
- Cabeza de Estudio
- La Lechera
- Retrato de Jaime Torrent
- Campesinas en el Crepúsculo
- Establo y Ternerito

## Quelle
- Museo Nacional de Bellas Artes - Enrique Lobos

| Personendaten    | Personendaten                                |
| ---------------- | -------------------------------------------- |
| NAME             | Lobos, Enrique                               |
| ALTERNATIVNAMEN  | Lobos Aránguiz, Enrique (vollständiger Name) |
| KURZBESCHREIBUNG | chilenischer Maler                           |
| GEBURTSDATUM     | 1887                                         |
| GEBURTSORT       | Rancagua                                     |
| STERBEDATUM      | Februar 1918                                 |
| STERBEORT        | Santiago de Chile                            |